# Littoral Cauchois
Littoral Cauchois este o arie protejată (sit de importanță comunitară — SCI) din Franța întinsă pe o suprafață de 6.303 ha, din care 69 % marine.

## Localizare
Centrul sitului Littoral Cauchois este situat la coordonatele 49°44′16″N 0°16′42″E / 49.73778°N 0.27833°E.

## Înființare
Situl Littoral Cauchois a fost declarat arie specială de conservare în baza directivei 92/43 din 1992 referitoare la conservarea habitatelor naturale și a faunei și florei sălbatice pentru a proteja 18 specii de animale.

## Biodiversitate
Situată în ecoregiunea atlantică, aria protejată conține 19 habitate naturale: Recifuri, Faleze cu vegetație de pe coastele atlantice și baltice, Păduri pe pante, grohotișuri și ravene de Tilio-Acerion, Pajiști umede atlantice temperate cu Erica ciliaris și Erica tetralix, Vegetație perenă pe țărmurile stâncoase, Păduri aluvionare cu Alnus glutinosa și Fraxinus excelsior (Alno-Padion, Alnion incanae, Salicion albae), Păduri de fag acidofile atlantice, cu subarboret de Ilex și, uneori, de asemenea, Taxus, la nivelul arbuștilor (Quercion robori-petraeae sau Ilici-Fagenion), Păduri de fag Asperulo-Fagetum, Păduri acidofile de stejar bătrân cu Quercus robur pe câmpii nisipoase, Ape puternic oligomezotrofe cu vegetație bentonică cu Chara spp., Liziere de ierburi înalte hidrofile de câmpie și de nivel montan până la alpin, Mlaștini alcaline, Lacuri eutrofice naturale cu vegetație de tip Magnopotamion sau Hydrocharition, Pajiști uscate europene, Pajiști cu Molinia pe soluri calcaroase, turboase sau argilos-nămoloase (Molinion caeruleae), Izvoare petrifiante cu formare de travertin (Cratoneurion), Peșteri inaccesibile publicului, Ape oligotrofe din câmpii nisipoase, cu un conținut foarte redus de minerale (Littorelletalia uniflorae), Fânețe de joasă altitudine (Alopecurus pratensis, Sanguisorba officinalis).
La baza desemnării sitului se află mai multe specii protejate:
- amfibieni (1): triton cu creastă (Triturus cristatus)
- mamifere (10): liliac cârn (Barbastella barbastellus), Halichoerus grypus, liliac cu urechi mari (Myotis bechsteinii), liliac cărămiziu (Myotis emarginatus), liliac comun (Myotis myotis), focă obișnuită (Phoca vitulina), marsuin (Phocoena phocoena), liliacul mare cu potcoavă (Rhinolophus ferrumequinum), liliacul mic cu potcoavă (Rhinolophus hipposideros), delfin mare (Tursiops truncatus)
- nevertebrate (3): Coenagrion mercuriale, Euplagia quadripunctaria, rădașcă (Lucanus cervus)
- pești (4): Alosa fallax, zglăvoacă (Cottus gobio), Lampetra fluviatilis, Petromyzon marinus

Pe lângă speciile protejate, pe teritoriul sitului au mai fost identificate 12 specii de plante, 1 specie de păsări, 3 specii de nevertebrate.